# Bistum Zamora (Spanien)
Das Bistum Zamora (lat.: Dioecesis Zamorensis) ist eine in Spanien gelegene römisch-katholische Diözese mit Sitz in Zamora.

## Geschichte
Das Bistum Zamora wurde im 10. Jahrhundert errichtet. Am 4. Juli 1857 wurde das Bistum Zamora dem Erzbistum Valladolid als Suffraganbistum unterstellt.

## Weblinks

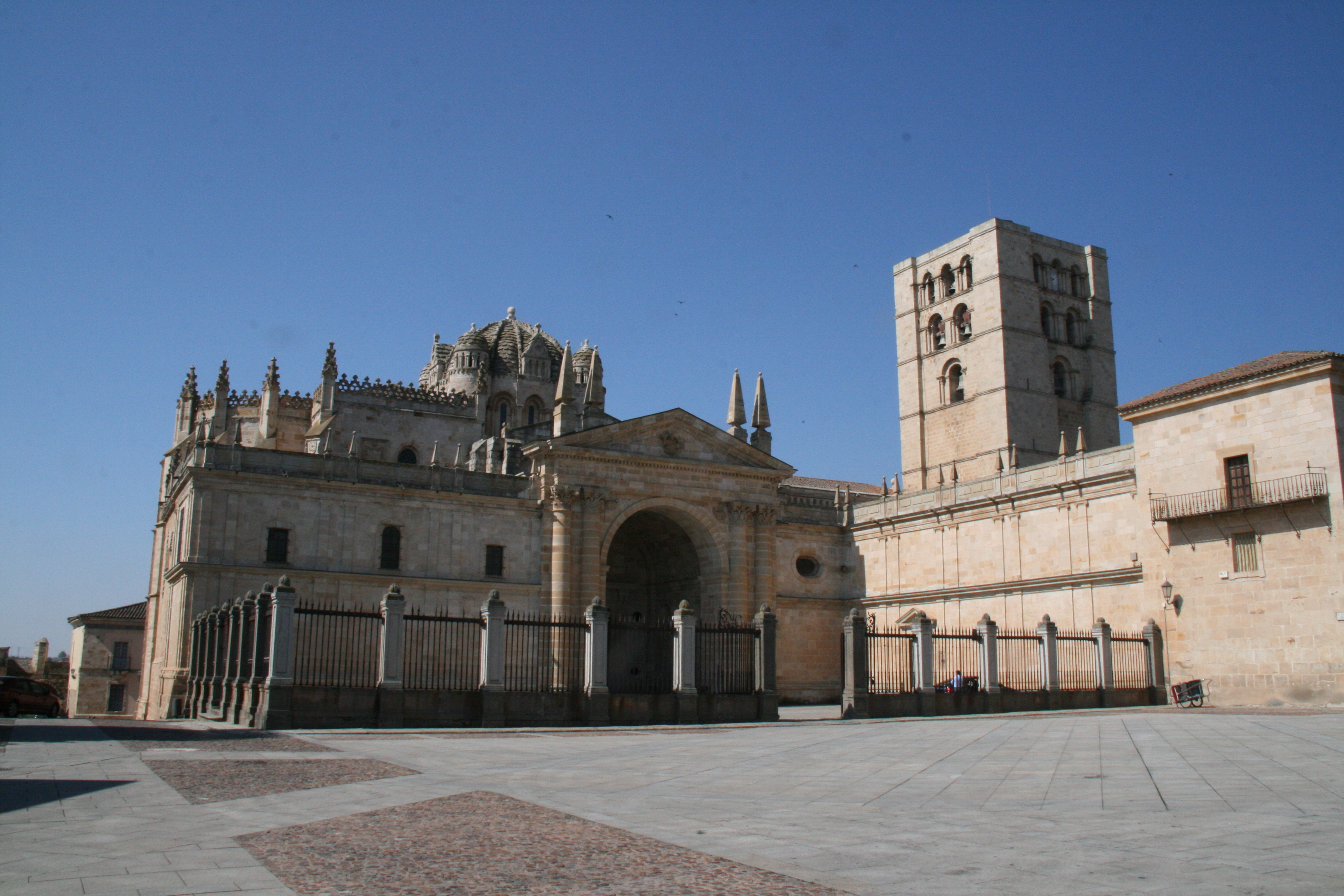
Kathedrale San Salvador in Zamora